# Емпорија (Канзас)
Емпорија (енгл. Emporia) град је у америчкој савезној држави Канзас.

## Демографија
По попису из 2010. године број становника је 24.916, што је 1.844 (-6,9%) становника мање него 2000. године.
| Група             | 2000.          | 2010.          |
| Белци             | 19.032 (71,1%) | 16.537 (66,4%) |
| Афроамериканци    | 793 (3,0%)     | 791 (3,2%)     |
| Азијати           | 712 (2,7%)     | 771 (3,1%)     |
| Хиспаноамериканци | 5.752 (21,5%)  | 6.331 (25,4%)  |
| Укупно            | 26.760         | 24.916         |